# Kadriayina
Kadriayina es un género de foraminífero bentónico de la familia Prolixoplectidae, de la superfamilia Verneuilinoidea, del suborden Verneuilinina y del orden Lituolida. Su especie tipo es Gaudryina gradata. Su rango cronoestratigráfico abarca desde el Aptiense (Cretácico inferior) hasta el Cenomaniense (Cretácico superior).

## Discusión
Clasificaciones previas incluían Kadriayina en el suborden Textulariina del orden Textulariida, o en el orden Lituolida sin diferenciar el suborden Verneuilinina.

## Clasificación
Kadriayina incluye a las siguientes especies:
- Kadriayina gradata †
- Kadriayina mahmoudi †